# Il battello ebbro
Il battello ebbro (Le bateau ivre) è una poesia di Arthur Rimbaud del 1871. L'opera si compone di venticinque quartine alessandrine, e descrive in prima persona le vicende di un'imbarcazione senza proprietario che viene trascinata dalle onde. Il battello ebbro viene considerato uno dei capolavori di Rimbaud, e fra i più complessi esempi poetici in lingua francese. La traduzione in lingua inglese della poesia, che prende il titolo di The Drunken Boat, venne curata da Samuel Beckett, mentre quella in lingua russa fu curata da Vladimir Nabokov.

## Stesura e pubblicazione
Il battello ebbro venne scritta nel 1871, quando Rimbaud aveva sedici anni e spedita a Paul Verlaine prima che Rimbaud raggiungesse l'amico a Parigi. Il battello ebbro divenne celebre soprattutto grazie a Verlaine, che la pubblicò su vari libri e riviste. Benché si conosca l'anno di pubblicazione, non si conosce il periodo preciso in cui venne scritta. Una caricatura realizzata da André Gill e pubblicata sull'Album zutique del cercle des poètes zutiques, raffigura Rimbaud a bordo di una piccola imbarcazione dimessa. Dal momento che il tomo venne pubblicato fra i mesi di ottobre e novembre del 1871, periodo in cui Rimbaud frequentava il circolo degli zutiques, la poesia è necessariamente antecedente a tale periodo. Secondo alcuni, essa sarebbe stata scritta intorno alla metà di settembre oppure appena Rimbaud giunse a Parigi per incontrare Verlaine. Stando a quanto riporta nei suoi diari, Ernest Delahaye sarebbe stato assieme al suo amico Rimbaud mentre questi era intento a scrivere alcune delle sue poesie. Egli sostiene che Le Bateau ivre fu composta per essere letta al circolo dei poeti Vilains Bonshommes di Parigi, qualche giorno dopo il suo arrivo nella capitale francese; tuttavia, si ipotizza che il 30 settembre 1871 Rimbaud lesse invece un'altra poesia del 1870 intitolata Les Effarés. Verlaine riportò che il poeta di Charleville gli avrebbe inviato le poesie Les Premières Communions, Les Effarés, Mes petites amoureuses, Les Poètes de sept ans, senza però fare alcun riferimento a Le bateau ivre. La testimonianza di Delahye sembrerebbe trovare riscontro nelle immagini e nelle allusioni contenute nel testo: molti autori, infatti, ritengono che la poesia di Rimbaud fosse stata influenzata dal romanzo Ventimila leghe sotto i mari di Jules Verne, pubblicato tra il 1869 e il 1870. Pertanto, se ciò fosse vero, il poema non potrebbe essere stato scritto prima di questo periodo.

## Accoglienza
Il battello ebbro è considerata da molti uno dei capolavori poetici in lingua francese ed è stata analizzata da molti saggisti fra cui Roland Barthes, Pierre Louÿs, Roger Caillois, e René Étiemble. Nella sua Anthologie de la poésie française, André Gide la considera uno dei "poemi essenziali della storia letteraria", un parere condiviso anche da Georges Pompidou. Secondo Étiemble, essa sarebbe una risposta alla domanda "Strabilianti viaggiatori! (...) Diteci, che avete visto?" che viene posta da Baudelaire nella sua lirica Il viaggio.

Per contro, Paul Cosseret de La Presse espresse un giudizio negativo:

## Nella cultura di massa
Il battello ebbro fu rivisitata in chiave musicale da compositori come Léo Ferré e Maurice Delage.